# 모토스미요시역
모토스미요시역(일본어: 元住吉駅, もとすみよしえき)은 일본 가나가와현 가와사키시 나카하라구에 있는 도쿄 급행 전철의 역이다.
선로 명칭상, 이 역을 지나가는 노선은 도요코 선 뿐이지만, 이 역 전후로 복복선을 따라 도요코 선 열차와 메구로 선의 열차가 나란히 달리고 있으며 각각 별도의 노선으로 안내되고 있어서 역 번호도 개별적으로 부여되었다. 역 번호는 도요코 선이 TY12, 메구로 선이 MG12이다.

## 역 구조
섬식 승강장 2면 6선의 고가역이다. 외측 2개 선을 도요코 선의 특급·통근 특급·급행의 통과선이다. 도요코 선에서는 오랫동안 히요시역에서 완행과 급행의 완급 접속이 이루어지고 있었다. 1980년대 말에서 히요시 역에서 대규모 개량 공사 시행에 따라 대피선이 사용할 수 없게 됐다. 이 때문에, 해당 공사 기간에만 각역 정차는 본 역에서 급행의 통과 대기가 있었다. 이 개량 공사 준공 후에는 히요시 역에서의 완급 접속에 의해 새벽 완행 시부야 행 열차 1편성 만이 본 역에서 급행 통과 대기를 했었다.
그러나 메구로 선의 연장 개통(무사시코스기 ~ 히요시 간)에 앞서, 히요시 역의 대피선을 메구로 선의 선로에 전환하기 위한 공사가 실시됐었기 때문에 2007년 8월 23일의 다이아 개정에서는, 히요시 역 속달 열차의 접속·통과 대기는 모두 본 역에서 통과 대기로 변경되었다.
역사와 개찰구가 있는 개찰구 층이 시부야 방향의 3층 플랫폼에서 개찰구 층으로 연결되는 출입구 사이에 긴 에스컬레이터나 엘리베이터 등으로 연결된다. 다만, 계단과 엘리베이터는 서쪽 출구 측에 존재하지만, 동쪽 출구 측에는 없다. 출입구는 동구와 서구의 2개소가 있어 건널목 옆으로 나오게 된다. 층은 개방적인 구조의 대합실에서 음식점 등의 점포 영업을 하는 개찰구 앞 광장의 유리 벽에서 아래 선로나 열차를 바라볼 수 있다. 개찰 내 대합실도 채광형식으로 지어졌다. 마찬가지로 유리 벽에서 플랫폼이 내려다 보인다. 플랫폼은 2층 계단, 에스컬레이터, 엘리베이터와 연결된다.
2012년 2월에서 3월 경 서쪽 출입구 앞에 여섯 개의 점포가 입주한 지역 밀착형의 상업 시설이 오픈했다.

### 타는 곳
| 2 | 도요코 선 | 히요시 · 기쿠나 · 요코하마 방면 미나토미라이 선 직결운행 미나토미라이, 니혼오도리, 모토마치·주카가이 방면 |
| 3 | 메구로 선 | 히요시 방면 |
| 4 | 메구로 선 | 오오카야마 · 메구로 · 시로카네다이 · 시로카네타카나와 방면 난보쿠 선, 사이타마 고속철도선 직결운행 고마고메, 아카바네이와부치, 우라와미소노 방면 도영 지하철 미타 선 직결운행 미타, 오테마치, 니시타카시마다이라 방면          |
| 5 | 도요코 선 | 지유가오카 · 나카메구로 · 시부야 방면 후쿠토신 선 직결 운행 신주쿠 3초메·이케부쿠로·고타케무카이하라 방면 세이부 선 직결 운행 네리마, 세이부큐조마에, 한노 방면 도부 철도 선 직결 운행 가스미가세키, 가와고에시, 신린코엔 방면 |

## 역 주변
- 스미요시 신사
- 도쿄 급행 전철 모토스미요시 검차구
- 가나가와 현립 스미요시 고등학교
- 호세이 대학 제2중·고등 학교
- 나카하라 평화 기념 공원
- 가와사키 시 평화관
- 가와사키 시 국제 교류 센터

## 역사
- 1926년 2월 14일: 도요코 선 영업 개시.
- 1940년: 교상역사화.
- 1961년 12월 12일: 역을 북쪽으로 이동하여 역사 지하화.
- 1974년 2월: 자기식 자동 개찰기를 본격적으로 설치하면서 그 이전에 사용했던 광학 판독식 자동 개찰기를 시범 설치했으나 이 시점에서는 다른 10개역과 같은 자기식이었음.
- 2006년
  - 9월 24일: 지상역에서 고가역으로 전환과 함께 역 구조도 2면 4선에서 2면 6선으로 변경됨. 고가역사는 차량기지 바로 위에 건설하면서 지상역 시절보다 히요시 방향 쪽으로 약 200m 이동됨.
  - 9월 25일: 동년 동월 전날 24일까지 설정된 본 역 시발·종착 급행이 폐지됨.
- 2007년 8월 23일: 메구로 선 연장 공사(무사시코스기 역 ~ 히요시 역 간)의 진척에 따라 당일의 다이어 개정으로 인근 히요시 역 대피선인 2,3번 선을 메구로 선의 선로로 전환하는 공사가 시작되면서 대피선 사용이 불가능해지는 것을 감안하여 히요시 역에 설치된 대피선을 모두 본 역으로 이전함.
- 2008년
  - 2월 28일: 메구로 선 승강장인 3,4번 승강장에 스크린도어를 설치함.
  - 6월 22일: 메구로 선이 무사시코스기 역에서 연장 개업함.
- 2014년 2월 15일: 하행선 승강장에 정차했던 열차에 후속 열차가 추돌하는 사고 발생.

## 역명의 유래
원래 이 지역 근처는 다치바나 군 스미요시 마을이었지만 1925년 나카하라 정에 합병되어 "스미요시"의 지명이 없어지면서 다음 해인 1926년의 도쿄 요코하마 전철 개업 시에 이 부지에 설치하는 역의 명칭을 현지의 요망에 따라 "모토스미요시"로 명명했다. "모토스미요시무라"라는 뜻이다. "모토스미요시"라는 지명은 개업 전이나 현재나 존재하지 않으며 소재지 "기즈키"는 스미요시 마을이 되기 전의 기즈 마을에서 유래한다.

## 인접역
| 도쿄 급행 전철 도요코 선      | 도쿄 급행 전철 도요코 선 | 도쿄 급행 전철 도요코 선  |
| ----------------------------- | ------------------------ | ------------------------- |
| TY11 무사시코스기 시부야 방면 | ■ 각역정차               | 히요시 TY13 요코하마 방면 |
| 도쿄 급행 전철 메구로 선      |                          |                           |
| MG11 무사시코스기 메구로 방면 | ■ 각역정차               | 히요시 MG13 히요시 방면   |